# Sagard
Sagard ist eine Gemeinde im Landkreis Vorpommern-Rügen auf der Insel Rügen in Mecklenburg-Vorpommern (Deutschland). Sie ist Sitz des am 1. Januar 2005 neu gebildeten Amtes Nord-Rügen, dem weitere sieben Gemeinden angehören. Sagard bildet für seine Umgebung ein Grundzentrum.

## Lage
Sagard liegt rund 16 Kilometer nordöstlich von Bergen auf Rügen und sieben Kilometer westlich von Sassnitz auf der Halbinsel Jasmund. Die Gemeinde grenzt an den Nationalpark Jasmund. Im Südwesten liegt der Große Jasmunder Bodden.
Umgeben wird Sagard von den Nachbargemeinden Lohme im Norden, Sassnitz im Osten und Südosten, Lietzow im Süden sowie Glowe im Nordwesten.

## Gemeindegliederung
Zur Gemeinde Sagard gehören folgende Ortsteile:
|                                                  |                                             |                                             |
| - Groß Volksitz - Gummanz - Hoch Seelow - Marlow | - Neddesitz - Neuhof - Polkvitz - Promoisel | - Quatzendorf - Quoltitz - Sagard - Vorwerk |

## Geschichte

### Sagard

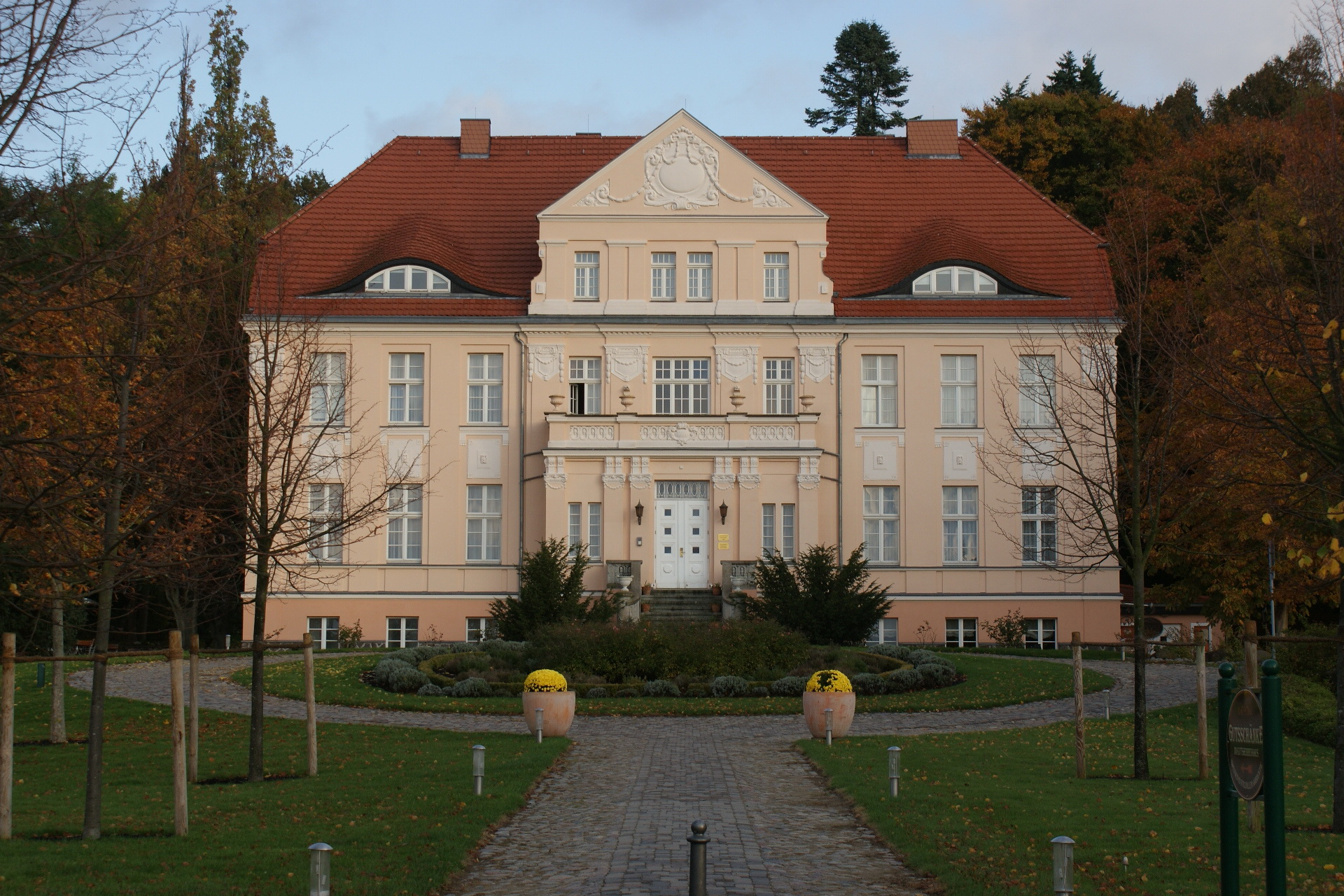
Gutshaus Neddesitz, Teil der Hotelanlage „Jasmar Resort Rügen“

Sagard wurde erstmals im Jahr 1250 als Zagard erwähnt. Der Name Sagard stammt aus dem Slawischen und bedeutet Einfriedung oder Burgort. Dies deutet auf den ehemals hier befindlichen aber eingeebneten slawischen Burgwall aus dem 12. Jahrhundert hin.
Seit dem Jahr 1750 gab es Anfänge eines Kur- und Badebetriebes. Im Jahr 1795 eröffnete der Pastor Heinrich Christoph von Willich mit seinem Bruder, dem Landarzt Moritz von Willich, eine Brunnen-, Bade- und Vergnügungsanstalt. Der Badebetrieb erfolgte bis etwa 1830. Heute erinnert die Historische Parkanlage Brunnenaue an den damaligen idyllischen Kurpark mit seinen Promenaden, Brunnen- und Badehäusern.
Der Ort war bis 1326 Teil des Fürstentums Rügen und danach des Herzogtums Pommern. Mit dem Westfälischen Frieden von 1648 wurde Rügen und somit auch das Gebiet von Sagard ein Teil von Schwedisch-Pommern. Im Jahr 1815 kam Sagard als Teil von Neuvorpommern zur preußischen Provinz Pommern.
Seit 1818 gehörte Sagard zum Kreis bzw. Landkreis Rügen. Nur in den Jahren von 1952 bis 1955 war es dem Kreis Bergen zugehörig. Die Gemeinde gehörte danach bis 1990 zum Kreis Rügen im Bezirk Rostock und wurde im selben Jahr Teil des Landes Mecklenburg-Vorpommern. Der seit 1990 wieder so bezeichnete Landkreis Rügen ging 2011 im Landkreis Vorpommern-Rügen auf.
Am 25. Juni 1975 stürzte unweit des Ortes eine MiG-21M gegen 17.28 Uhr nach Orientierungsverlust des Piloten ab. Der Pilot, Oberleutnant Konrad Ritter, konnte sich noch herauskatapultieren, verstarb jedoch.
Seit 1991 wurde der historische Ortskern im Rahmen der Städtebauförderung saniert; das Ortsbild hat sich dadurch verbessert und eine kleine Marina entstand.

### Ortsteile

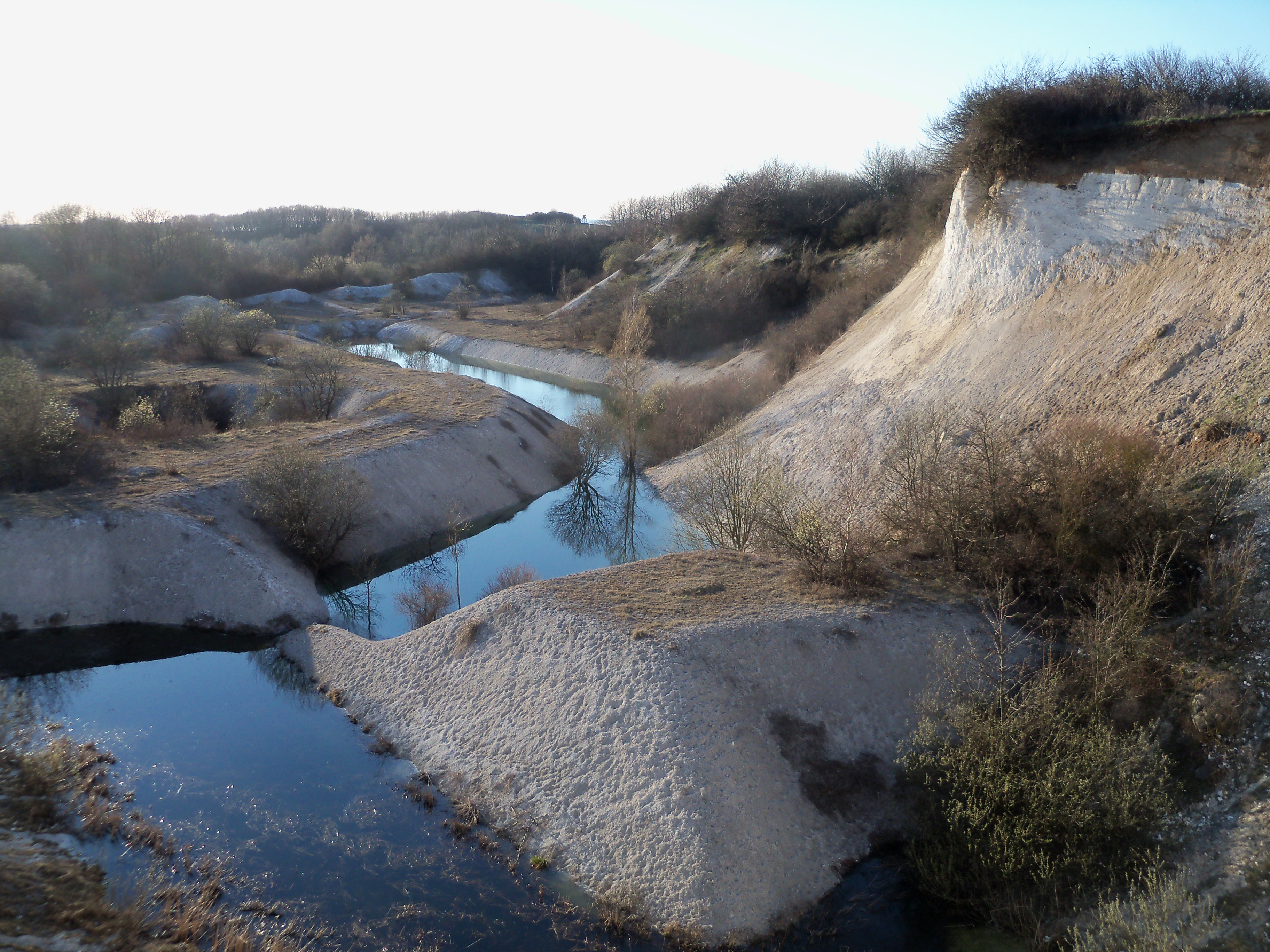
Kreidebruch bei Quoltitz

Neddesitz: Der Ortsname kommt aus dem slawischen Nedasici und bedeutet Leute des Nedas. In Neddesitz befindet sich seit den 1990er Jahren die Jasmar-Therme sowie eine große Ferien- und Hotelanlage des Jasmar Resort Rügen. Ein in Quoltitz nahe Neddesitz gelegener Kreidebruch wurde vom 19. Jahrhundert bis 1954 betrieben.
Neuhof mit Martinshafen: Zu DDR-Zeiten wurde vom VEB Kleiderwerk Wernigerode in Martinshafen das Kinder-Ferienlager „Wilder Schwan“ betrieben und unterhalten.
Pluckow gehörte im 16. Jahrhundert zur Herrschaft Spyker. Das Gutshaus Pluckow ist in den 1960er Jahren verfallen. Am 12. Mai 1932 wurde bei Drainagearbeiten am ehemaligen Gut Pluckow etwa 45 Meter westlich des Gutes und 25 Meter nördlich der Straße ein bronzezeitlicher Depotfund festgestellt. Der geborgene Fund wog 7,5 Kilogramm und wurde nach Stettin ins Provinzial-Museum verbracht.
Vorwerk: Das Gut zählte 1783 rund 60 Einwohner. Es wurde  gemeinsam mit dem Gut Lubitz und mit Anteilen in Kapelle und Sagard bewirtschaftet. Das sanierte Gutshaus stammt wahrscheinlich von um 1900 und dient seit 2007 als Ferienwohnhaus.

## Bevölkerung
| Jahr | Einwohner |
| ---- | --------- |
| 1990 | 3751      |
| 1995 | 3563      |
| 2000 | 3156      |
| 2005 | 2827      |
| 2010 | 2552      |
| 2015 | 2511      |

| Jahr | Einwohner |
| ---- | --------- |
| 2020 | 2398      |
| 2021 | 2411      |
| 2022 | 2460      |
| 2023 | 2462      |

 Stand: 31. Dezember des jeweiligen Jahres
Die Einwohnerzahl von Sagard ist seit der Wiedervereinigung innerhalb von 20 Jahren um ein Drittel zurückgegangen. Seitdem stagniert sie.

## Politik

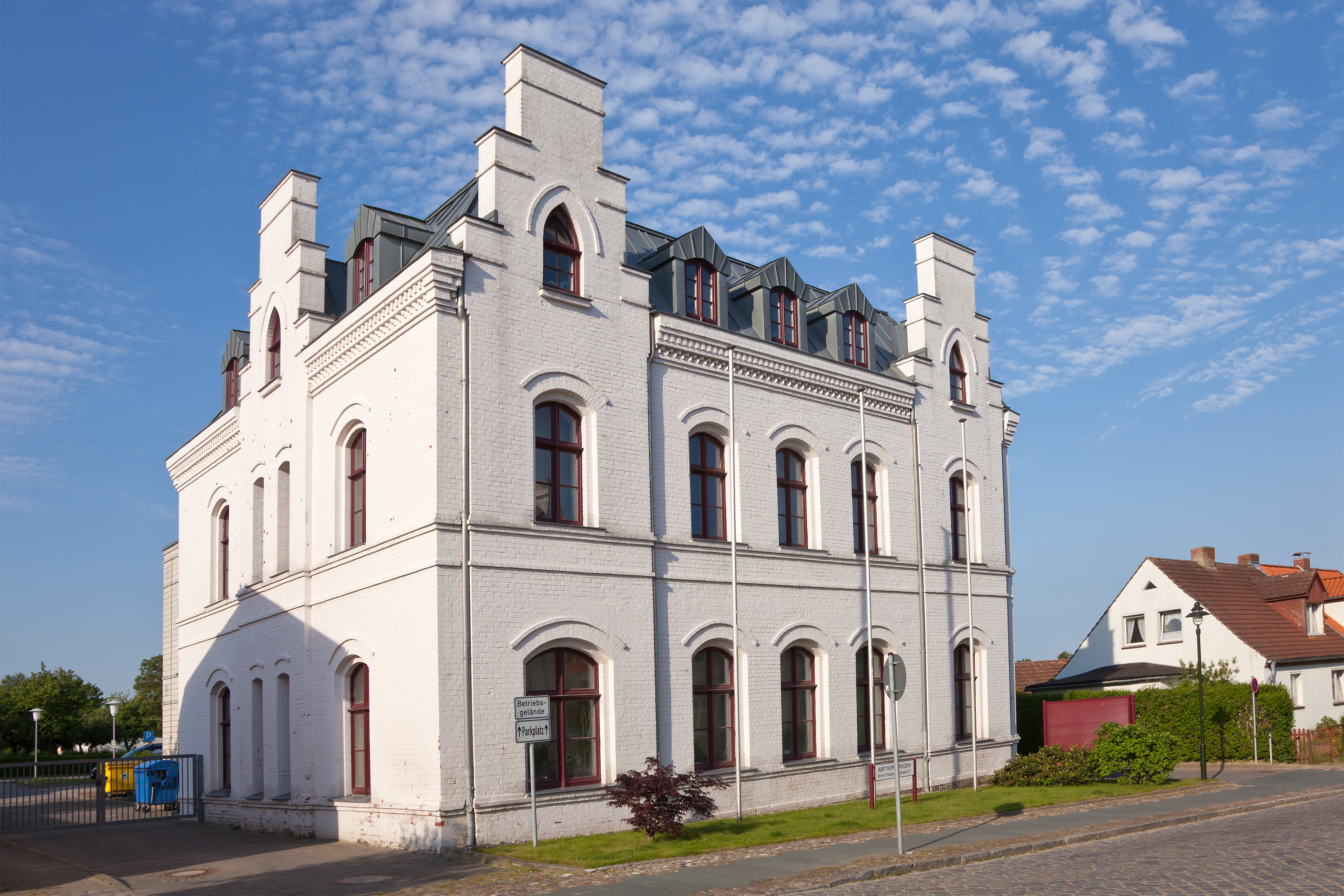
Rathaus

### Gemeindevertretung
Die Gemeindevertretung von Sagard besteht aus 12 Mitgliedern. Die Kommunalwahl am 9. Juni 2024 führte bei einer Wahlbeteiligung von 56,2 % zu folgendem Ergebnis:
| Partei / Wählergruppe               | Stimmenanteil 2019 | Sitze 2019 |  | Stimmenanteil 2024 | Sitze 2024 |
| ----------------------------------- | ------------------ | ---------- |  | ------------------ | ---------- |
| Bürger für Sagard (BfS)             | 61,6 %             | 8          |  | 54,4 %             | 7          |
| CDU                                 | 19,3 %             | 2          |  | 15,2 %             | 2          |
| AfD                                 | 07,5 %             | 1          |  | 12,6 %             | 2          |
| Einzelbewerber Steffen Kubat        | 08,4 %             | 1          |  | 07,7 %             | 1          |
| Einzelbewerber Sven Jantzen         | –                  | –          |  | 03,4 %             | –          |
| Einzelbewerber Jörg Herrmann        | –                  | –          |  | 02,9 %             | –          |
| Einzelbewerber Marcel Dorn          | –                  | –          |  | 01,8 %             | –          |
| Bürger für konservative Werte (BkW) | –                  | –          |  | 01,3 %             | –          |
| DKP                                 | –                  | –          |  | 00,7 %             | –          |
| Einzelbewerber René Kotzan          | 03,2 %             | –          |  | –                  | –          |
| Insgesamt                           | 100 %              | 12         |  | 100 %              | 12         |

### Bürgermeister
- seit 2014: Sandro Wenzel (Bürger für Sagard)

Wenzel wurde bei der Bürgermeisterwahl am 26. Mai 2019 ohne Gegenkandidat mit 77,0 % der gültigen Stimmen wiedergewählt. Am 9. Juni 2024 wurde er mit 73,1 % der gültigen Stimmen in seinem Amt bestätigt. Seine Amtsdauer beträgt fünf Jahre.

## Wappen
Das Wappen wurde Ende 1988/Anfang 1989 von der Gemeindevertretung angenommen und unter der Nr. 11 der Wappenrolle von Mecklenburg-Vorpommern registriert. Es wurde von der Sagarderin Aenne Sahr gestaltet.
Blasonierung: „In Blau über einer erniedrigten goldenen Spitze, darin drei (1:2) blaue Bügelkronen, zwischen zwei seitlich leicht gebogenen goldenen Ähren ein silberner Brunnentempel.“

## Sehenswürdigkeiten

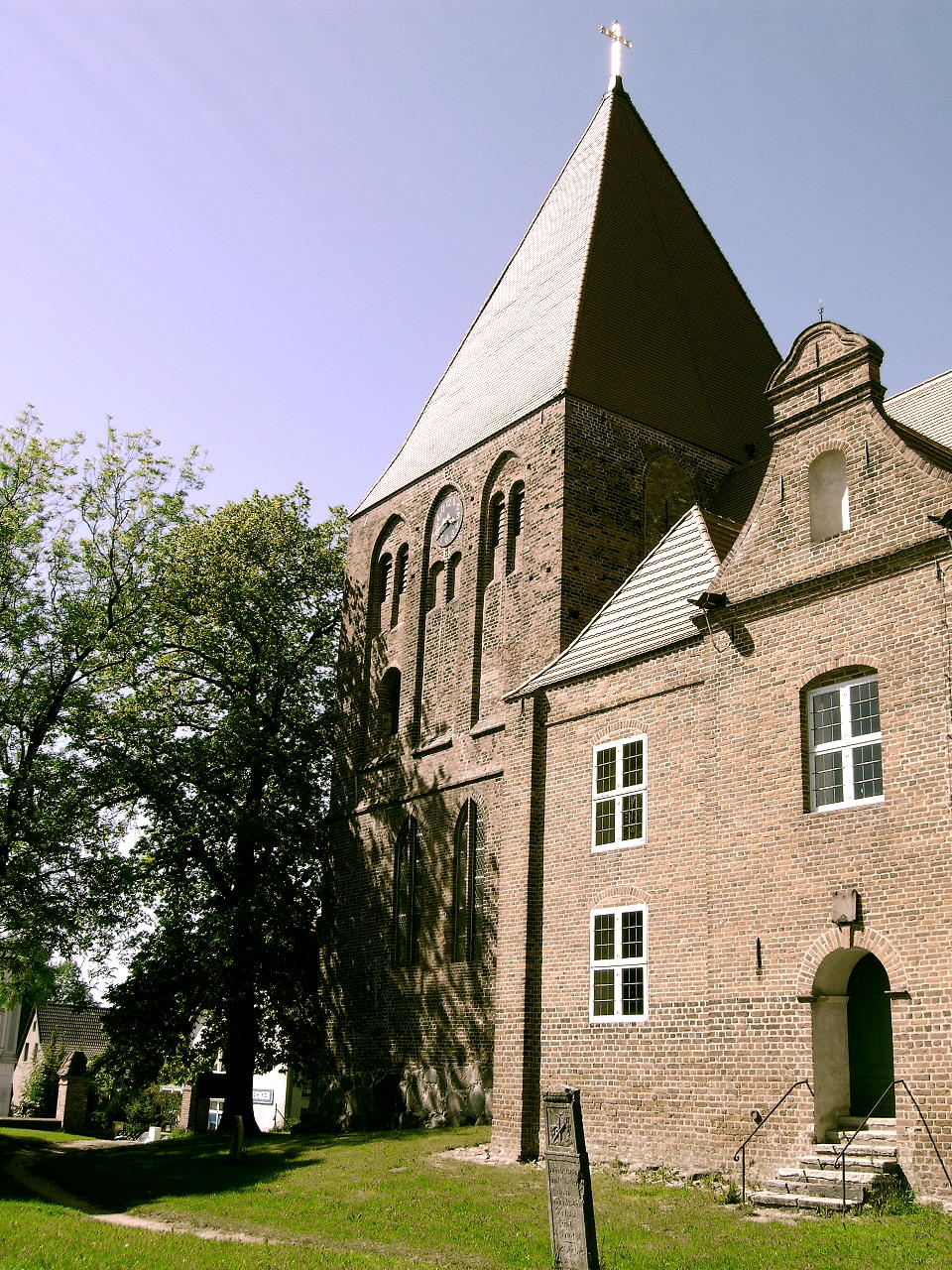
Kirche St. Michael in Sagard

- Backsteinkirche St. Michael aus dem 13. Jahrhundert
- Dobberworth, bronzezeitliches Hügelgrab
- Brunnenaue, ehemaliges Kurgebiet mit eisenhaltigen Quellen
- Aufgelassene Kreidebrüche bei Quoltitz
- Martinshafen am Großen Jasmunder Bodden

## Verkehr
Die B 96 führt an der Ortschaft vorbei. Hier zweigt die Landstraße L 30 nach Altenkirchen auf der Halbinsel Wittow ab.
Die Gemeinde verfügt über einen Haltepunkt an der Bahnstrecke Stralsund–Sassnitz, von dem Züge der RE-Linie 9 stündlich nach Sassnitz sowie in der Gegenrichtung nach Lietzow, Stralsund und weiter im Zweistundentakt bis Rostock fahren.

## Persönlichkeiten

### Söhne und Töchter der Gemeinde
- Heinrich Christoph von Willich (1759–1827), Pfarrer in Sagard
- Ehrenfried von Willich (1777–1807), Feldprediger
- Karl Meyer (1862–1938), Politiker (SPD), 1919 bis 1924 Mitglied der Bürgerschaft in Lübeck, in Promoisel geboren
- August Jasmund (1859–1911), Architekt und Baubeamter

### Mit Sagard verbundene Persönlichkeiten
- Philipp Georg von Willich (1720–1787), Pfarrer in Sagard
- Christian Erdmann Kindten (1752–1803), Erbauer der Orgel in der St.-Michael-Kirche